# ادوارد المن-اسمیت
ادوارد المن-اسمیت (انگلیسی: Edward Allman-Smith; ۳ نوامبر ۱۸۸۶ – ۱۷ نوامبر ۱۹۶۹) فرد نظامی اهل بریتانیا بود.